# 保羅巴西
保羅巴西是巴西巴伊亚州的一个市镇。总面积609.505平方公里，总人口10765人，人口密度17.7人/平方公里。